# کوگار (خودرو)
کوگار (به انگلیسی: Cougar) نوعی خودروی نظامی پیاده نظام است که به صورت مقاوم در مقابل مینهای ضد خودرو و و بمب کنار جاده‌ای طراحی شده است.